# Словенске Коњице
Словенске Коњице (словен. Slovenske Konjice, немачки Gonobitz, у старијим изворима Gannobitz) је град и управно средиште истоимене општине Словенске Коњице, која припада Савињској регији у Републици Словенији. 

## Историја и градске знаменитости
На брду изнад града на југозападу налазе се рушевине замка  из 12. века који је касније дограђен и напуштен је у 18. веку. Његове рушевине су делимично обновљене. Изнад Старог трга налази се средњовековна вила Требник. Доминантна грађевина у горњем делу средњовековног језгра града је жупна црква посвећена Светом Ђорђу и припада Мариборској римокатоличкој надбискупији, а датира из касног 13. века са доградњом из 18. века (барокна бочна капела). Друга црква у насељу посвећена је Светој Ани. Датира из средине 16. века са звоником из 17. века и барокним додацима.
Словенске Коњице су играле улогу током словеначке сељачке буне 1515. године, када су побуњеници овде саставили писмо са својим захтевима да га пошаљу цару Максимилијану I у Бечу.

## Туризам
Словенске Коњице, раније зване „Град вина и цвећа“, освојиле су Златну медаљу Паневропске Ентенте Флорале 1998. и 2014. године.
Град је за свој труд награђен националном наградом Туристичког савеза Словеније "Најлепша дестинација за излете“ више година.
Град Словенске Коњице домаћин је међународног фестивала подводног филма и фотографије „Sprehodi pod morjem“, који се одржава сваке године крајем јануара.

## Становништво
По попису становништва из 2011. године, насеље Словенске Коњице имало је 4.869 становника.